# 겐토쿠 (가마쿠라 시대)
겐토쿠(元徳(元德), げんとく)는 일본의 연호(元号) 중 하나이다.
- 전후 : 가랴쿠(嘉暦) 이후 - 겐코(元弘) 이전.
  - 북조에서는 겐코가 아닌 쇼쿄(正慶)가 뒤를 잇는다.
- 시기 : 1329년 ~ 1330년
- 천황 : 고다이고 천황
- 쇼군 : 가마쿠라 막부의 모리쿠니 친왕
- 싯켄 : 호조 모리토키

고다이고 천황이 겐코로 개원한 직후, 막부에 대항해 거병했으나 실패하고 오키로 귀양을 가게 된다(겐코의 난). 이후 지묘인토(북조)에서는 고곤 천황을 새로이 세운다. 고곤 천황과 막부는 겐코로의 개원을 인정하지 않고 1331년까지 이 겐토쿠 연호를 사용했으며, 1332년에 쇼쿄로 개원한다.

## 개원(改元)
- 가랴쿠 4년 8월 29일(율리우스력 1329년 9월 22일), 역병으로 인해 개원.
- 겐토쿠 3년 8월 9일(율리우스력 1331년 9월 1일), 겐코로 개원된다. (다이카쿠지토(大覚寺統) - 남조)
- 겐토쿠 4년 4월 28일(율리우스력 1332년 5월 23일), 쇼쿄로 개원된다. (지묘인토(持明院統) - 북조)

## 출전
- 『주역』.
- 『오경정의』의 「元者善之長、謂天之元徳、始生万物」.

## 겐토쿠 시기에 일어난 일
- 2년
  - 요시다 사다후사의 밀고로 고다이고 천황의 측근이었던 히노 요시모토, 히노 스케토모, 몬칸 등이 로쿠하라 단다이(六波羅探題)에게 체포된다.

## 서력과의 대조표
| 겐토쿠 | 원년   | 2년    | 3년       | 4년      |
| ------ | ------ | ------ | --------- | -------- |
| 서력   | 1329년 | 1330년 | 1331년    | 1332년   |
| 남조   | -      | -      | 겐코 원년 | 겐코 2년 |
| 간지   | 기사   | 경오   | 신미      | 임신     |

## 같이 보기
- 일본의 연호 일람
- 원덕(元徳) : 서하(西夏)의 연호(1119년 ~ 1127년).

| 이전 가랴쿠 | 일본의 연호 (남조) 1329년 ~ 1331년 (북조) 1329년 ~ 1332년 | 다음 (남조) 겐코 (북조) 쇼쿄 |